# بانک چانگ هوا

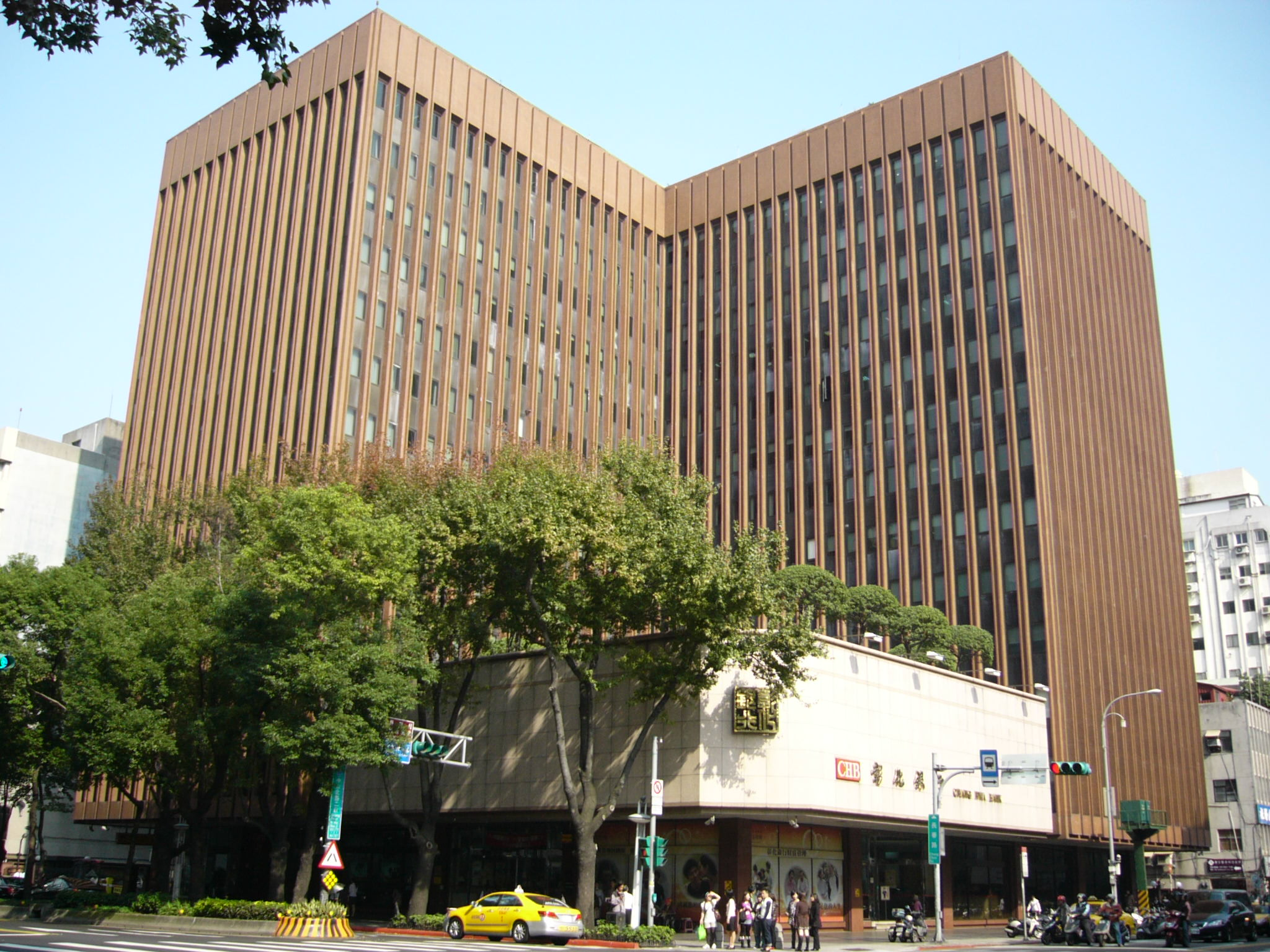
تصویر از بانک چانگ هوا

بانک چانگ هوا (انگلیسی: Chang Hwa Bank) شرکت خدمات مالی و بانکداری تایوانی است، که در سال ۱۹۰۵ تأسیس شد.